# Chironomus minutus
Chironomus minutus är en tvåvingeart som först beskrevs av Zetterstedt 1850.  Chironomus minutus ingår i släktet Chironomus och familjen fjädermyggor.
Artens utbredningsområde är Sverige. Inga underarter finns listade i Catalogue of Life.